# Agrias pericles
Agrias pericles är en fjärilsart som beskrevs av Bates 1860. Agrias pericles ingår i släktet Agrias och familjen praktfjärilar. Inga underarter finns listade i Catalogue of Life.